# Медаль «1813 года»
Медаль «1813 года» — медаль Российской империи, которой был награждён один человек.

## Основные сведения
Медаль «1813 года» была учреждена Александром I 6 мая 1814 года, одновременно с медалью «За заслуги 1813 года». Указ об учреждении был объявлен министру финансов Д. А. Гурьеву министром иностранных дел Н. П. Румянцевым. Есть сведения только об одном награждении.
Д. И. Петерс отмечает, что, поскольку царское правительство в Казахстане в значительной степени опиралось на местную аристократическую верхушку, то оно всячески старалось привлечь этих феодалов на свою сторону. Для этих целей широко практиковалось вручение таких наград, наряду с назначением на административные должности, выдачей чинов и званий, дорогих подарков и т. д.

## Награждение
Данная медаль по первоначальному решению предназначалась для султана Среднего жуза Сыздыка, за ряд заслуг, в том числе за препятствование откочёвки от границ России его брата, Уали-хана, весной 1810 года. Эта медаль была отчеканена на Санкт-Петербургском монетном дворе, получена Императорским Кабинетом в июне 1813 года. В начале 1814 года медаль была отправлена генералу Г. И. Глазенапу, командующего войсками сибирской линии.
Вскоре Г. И. Глазенап сообщил министру иностранных дел Н. П. Румянцеву, что не вручил медаль султану Сыздыку, поскольку тот уже был награждён другой медалью за те же заслуги (ранее он получил медаль «За ревность и усердие к Российской империи»). В том же сообщении Глазенап сообщил, что вручил монаршую награду Кайчибеку, сыну бия Ширайли, за оказание помощи каравану русских торговцев, направлявшемуся в китайский город Аксу. Таким образом, имело место только одно награждение этой медалью.

## Описание медали
Медаль была сделана из золота. Диаметр 51 мм. Гурт гладкий. На лицевой стороне медали изображён портрет Александра I, обращённый вправо. Вдоль края медали по окружности надпись: «АЛЕКСАНДРЪ ПЕРВОЙ Б.М.ИМПЕРАТОРЪ ВСЕРОСС.» На обрезе портрета подпись медальера — «И. Шилов». На оборотной стороне медали горизонтальная надпись в одну строку: «1813 ГОДА.» и черта под надписью.
Известен новодел данной медали, хранится в отделе нумизматики Государственного Исторического музея.

## Порядок ношения
Медаль имела ушко для крепления к ленте. Носить медаль следовало на шее. Лента медали — Аннинская.

## Изображения медали
- Аверс
- Реверс

## Комментарии
1. ↑  Качибек Шералин (1798—1862) — впоследствии полковник, манап кыргызского племени бугинцев[6].